# Markiz Ailesbury

## Informacje ogólne
- Dodatkowymi tytułami markiza Ailesbury są:
  - hrabia Ailesbury
  - hrabia Bruce
  - hrabia Cardigan
  - wicehrabia Savernake
  - baron Brudenell
  - dziedziczny Strażnik Lasu Savernake
- Najstarszy syn markiza Ailesbury nosi tytuł hrabiego Cardigan
- Najstarszy syn hrabiego Cardigan nosi tytuł wicehrabiego Savernake

Hrabiowie Ailesbury 1. kreacji (parostwo Anglii)
- 1664–1685: Robert Bruce, 2. hrabia Elgin i 1. hrabia Ailesbury
- 1685–1741: Thomas Bruce, 3. hrabia Elgin i 2. hrabia Ailesbury
- 1741–1747: Charles Bruce, 4. hrabia Elgin i 3. hrabia Ailesbury

Baronowie Bruce 1. kreacji (parostwo Wielkiej Brytanii)
- 1746–1747: Charles Bruce, 4. hrabia Elgin, 3. hrabia Ailesbury i 1. baron Bruce
- 1747–1814: Thomas Brudenell-Bruce, 2. baron Bruce

Hrabiowie Ailesbury 2. kreacji (parostwo Wielkiej Brytanii)
- 1776–1814: Thomas Brudenell-Bruce, 1. hrabia Ailesbury
- 1814–1856: Charles Brudenell-Bruce, 2. hrabia Ailesbury

Markizowie Ailesbury 1. kreacji (parostwo Zjednoczonego Królestwa)
- 1821–1856: Charles Brudenell-Bruce, 1. markiz Ailesbury
- 1856–1878: George William Frederick Brudenell-Bruce, 2. markiz Ailesbury
- 1878–1886: Ernest Augustus Charles Brudenell-Bruce, 3. markiz Ailesbury
- 1886–1894: George William Thomas Brudenell-Bruce, 4. markiz Ailesbury
- 1894–1911: Henry Augustus Brudenell-Bruce, 5. markiz Ailesbury
- 1911–1961: George William James Chandos Brudenell-Bruce, 6. markiz Ailesbury
- 1961–1974: Chandos Sydney Cedric Brudenell-Bruce, 7. markiz Ailesbury
- 1974 -: Michael Sydney Cedric Brudenell-Bruce, 8. markiz Ailesbury

Następca 8. markiza Ailesbury: David Michael James Brudenell-Bruce, hrabia Cardigan
Następca hrabiego Cardigan: Thomas James Brudenell-Bruce, wicehrabia Savernake